# Borský Mikuláš
Borský Mikuláš (maďarsky Búrszentmiklós, německy Bursanktnikolaus) je obec na Slovensku v okrese Senica. Obec vznikla sloučením dvou původních obcí Borského Mikuláše a Borského Petra v roce 1975. Žije v ní přibližně 4 000 obyvatel.

## Historie
První zmínka o ní pochází ze 14. století. V pozdější době se sem přistěhovali habáni, jež připomíná část obce zvaná Habány. Tehdy v 14. století je Borský Mikuláš zmiňován jako Zenthmiklos; r. 1773 se vyskytují názvy Búr Swatý Mikuláš, Bur Sancti Nicolai, Bur Sancti Petri, Bur-Sankt-Nicklasz, Bur-Sankt-Peter, Bur-Szent-Miklós, Bur-Szent-Péter; r. 1920 se obec jmenovala Burský Svätý Mikuláš, Burský Svätý Peter; od roku 1960 pak Borský Mikuláš a Borský Peter.
Nicméně nálezy z doby římské dokazují, že katastr obce byl obydlen již v prvních stoletích našeho letopočtu.
První písemná zmínka o obci pochází z roku 1394, ze záznamů nově zřizované zeměpanské správy, která doplňovala již fungující církevní správu.
Nejstarší název Zenthmiklos a Zenthpeter je na listině Bratislavské kapituly z 3. července 1394. Jde o panskou dražbu ve prospěch Stibora ze Stibořic, kterou se mu dává do držby panství Ostriež (Ostrý kameň). Podle této listiny a dalších dokumentů patřil Borský Mikuláš jako poddanská obec hradu Ostrý Kameň. Později obec patřila holíčskému panství a jeho vládnoucímu rodu Czoborů, kteří ji prodali Habsburkům.
Patronem obce byl svatý Mikuláš, který se v 18. století dostal i do znaku obce. Starším symbolem obce byla běžící liška pod borovicí. Pečetidlo s tímto znakem se datuje již od roku 1597 a tento motiv byl použit i pro současný znak obce. Bývalá obec Borský Peter měla ve znaku svatého Petra.

## Přírodní poměry
Severní částí správního území protéká řeka Myjava a její přítoky Ságelský potok a Kalaštavský potok. V jižní části jsou Lakšárské kopce, nejvyšším z nich je Marie Magdaléna 297 m, další jsou: Dubník 289 m (je na něm 70 m vysoký stožár televizního vysílače), Ruženica 281 m, Vinohrádky 257 m a Kravia hora 254 m. Značná část území je zalesněná převážně borovým lesem, zejména v katastrálním území Borský Peter. V katastrálním území Borský Peter leží chráněný areál Bahno.

## Části obce
- Původní obec Borský Mikuláš:
  - Smuha
  - Za mostom
  - U Zemanov
  - U sv. Jána
  - Habana
- Původní obec Borský Peter:
  - U Struhy
  - U Rybníčkov
  - Humnisko
  - V Barine

## Rodáci
- Ján Sekáč (1767–1818), barokní básník
- Ján Hollý (1785–1849), katolický kněz, spisovatel a překladatel
- Jozef Ščasný (1813–1889), katolický farář, vlastenec a mecenáš umění
- Víťazoslav Cintula (1848–1911), historik, geograf a kartograf
- Fridrich Weinwurm (1885–1942), architekt
- Eva Fordinálová (* 1941), literární vědkyně, vysokoškolská profesorka a básnířka
- Pavol Jablonický (* 1963), kulturista
- Augustín Vanek (1904–1970), vedoucí úředník zdravotní pojišťovny a vlastenec
- Ján (Johann) Drábek ( 838–1926), stavitel varhan[2]
- Florián Tománek (1877–1948), katolický kněz, novinář a politik, poslanec Národního shromáždění (1920–1929)
- Alojz Macek (1909–1975), mládežnický funkcionář, novinář a politik, místopředseda Světového kongresu Slováků
- Jozef Müller (1907–1969), tělovýchovný funkcionář a mezinárodní rozhodčí v lyžování

## Pamětihodnosti
V obci je římskokatolický Kostel svatého Mikuláše z roku 1753, kaple svaté Máří Magdaleny a v části obce Borský Peter je středověký kostel svatého Petra a Pavla.
Rodný dům básníka Jána Hollého svým zařízením dokumentuje prostředí, v němž se básník narodil, prožíval své dětství a kam se také v pozdějších obdobích vracel jako student a kněz. Objekt je kulturní památkou.